# Jolly Killer
Jolly Killer è un film del 1986 diretto da George Dugdale.

## Trama
Dei liceali decidono di giocare uno scherzo al "secchione" della scuola, Marty Rantzen: attirato nei bagni femminili da Carol, la ragazza di cui è innamorato, Marty finisce nudo davanti a tutti, venendo deriso e umiliato. Scoperti dall'insegnante di ginnastica, i ragazzi vengono puniti. Questi, dandone la colpa a Marty, organizzano un altro scherzo ancora più pesante nell'aula di chimica: Skip Pollack, colui che ha organizzato lo scherzo, manomette il siero che Marty ha inventato, ma lo scherzo finirà con la sfigurazione di Marty.
Sei anni dopo i ragazzi vengono invitati da uno sconosciuto ad una festa nel loro ormai abbandonato liceo. La festa si terrà proprio il giorno in cui il loro scherzo giocò la sanità fisica e mentale di Marty. Quindi un maniaco omicida travestito da giullare comincia a colpire. Dopo vari omicidi (Skip viene impiccato, a Ted esplode lo stomaco, Frank e Stella vengono fulminati, Joe triturato con un'elica) l'assassino, dopo un lungo inseguimento, cattura Carol. La ragazza gli toglie la maschera, scoprendo così che l'omicida è in realtà Marty, deciso a vendicarsi degli scherzi degli ex compagni di scuola. Carol verrà impalata. Successivamente Marty comincia ad avere le visioni delle sue vittime che lo assalgono.
Marty si risveglia in un ospedale psichiatrico e, in preda ad una furia omicida incontrollabile, uccide un'infermiera e un medico.
Nel finale si capisce che Marty ha in realtà sognato tutto il massacro.